# Suttons Bay Township
Suttons Bay Township est situé dans l’État américain du Michigan. Il est le siège du comté de Leelanau. Selon le recensement de 2000, sa population est de 2 982 habitants.